# شیفت شب (باب اسفنجی شلوار مکعبی)
شیفت قبرستان (به انگلیسی: Graveyard Shift) پارت اول اپیزود ۶ فصل دوم و اپیزود ۳۶ سریال تلویزیونی باب‌اسفنجی شلوارمکعبی است. این قسمت توسط مستر لارنس، جی لیندر و دن پوونمایر نویسندگی و اپیزود توسط سین دمپسی کارگردانی شد. لندر و پوونمایر نیز به عنوان مدیر استوری‌برد بوده‌اند. این اپیزود در نیکلودئون در ایالات متحده در تاریخ 6 سپتامبر 2002 (یک سال پس از " گروه پراز احمق") پخش شد. این قسمت با همین نام " شیفت قبرستان" توسط شبکه پرشین تون در ایران دوبله شد و بعد از پخش و دوبله اش توسط پرشین تون جزء معروف ترین و خاطره انگیز قسمت های باب اسفنجی در ایران شد.

## داستان
وقتی که اختاپوس منتظر بسته شدن رستوران خرچنگ است، یک مشتری درخواست همبرگر می کند و حاضر است پول بیشتری برای آن بدهد. آقای خرچنگ هم رستوران خرچنگ را به یک رستوران تمام وقت تبدیل میکند
. باب اسفنجی خوشحال میشود و مانند همیشه دیوانه بازی درمی آورد اما اختاپوس ناراحت می شود.  شب وقتی همه جا تاریک است، اختاپوس می خواهد کمی باب را سر کار بگذارد و بترساند بنابراین یک داستان فرضی در باره یک قاتل معتاد تعریف می کند که سال ها پیش، در همان رستوران کار می کرد. شبی وقتی داشت همبرگر ها را برای سرخ کردن می برید، به اشتباه دست خود را قطع می کند و بعد از آن، زیر اتوبوسی کشته شد. سپس در مراسم خطمش او با بی رحمی از کار اخراج می گردد و پس از آن روحش آرام و قرار ندارد پس هر ( در این جا چون که داستان را از خود در می اورد، نمی داند آن شب چند شنبه است بنابراین از باب می پرسد و او می گوید: سه شنبه) سه شنبه شب روحش به رستوران می آید تا انتقام سختی از کارمندان بگیرد. سه علامت هست که متوجه شویم قاتل معتاد برگشته. اولین علامت این است که چراغ ها بی دلیل روشن و خاموش می شوند. دومین علامت این است که تلفن زنگ می زند و هیچکس پشت خط نیست. و علامت آخر این است که جسد زنده قاتل معتاد با شبح همان اتوبوسی که زیرش گرفت به رستوران میاید و باب را به قتل میرساند.  باب اول می ترسد و اختاپوس از جیغ هایش به تنگ می آید و مجبور می شود حقیقت را بگوید. اما باب وقتی می فهمد که اختاپوس او را سرکار گذاشته، می زند زیر خنده.
چند ساعت بعد، درست در اواسط نیمه شب، وقتی که همه چیز ترسناک به نظر می آید و همه جا تاریک است، اختاپوس صدایی می شنود اما آن باب بوده که داشته سقف را تمیز میکرده. اما همان لحظه تمام علائمی که نشان می دهد قاتل معتاد آمده اتفاق میافتند و کسی از اتوبوس خارج می شود و به سمت رستوران می آید. باب و اختاپوس جیغ و دادشان به هوا می رود و وحشت زده می شوند. اما می فهمند که فقط یک ماهی بوده که دنبال کار می گشته و او بوده که تلفن کرده بود تا کار پیدا کند اما استرس داشته و قطع کرده. اما برای همه سئوال می شود که چه کسی چراغ ها را روشن و خاموش می کرده. و در همان لحظه چراغ ها بدون اینکه اختاپوس به آن ها دست بزند، روشن و خاموش می شوند. در آخر میفهمیم که روشن و خاموش کردن چراغ ها کار نوسفراتو یا کنت ارلوک بوده. (همان کنت دراکولا).

## صدا بازیگران
- تام کنی - باب اسفنجی شلوارمکعبی
- بیل فیجرباک - پاتریک ستاره دریایی
- راجر بومپاس - اختاپوس هشت پا
- کلنز براون - آقای خرچنگ

صدا بازیگران فارسی:
کریم بیانی - باب اسفنجی
امیر منوچهری فر - اختاپوس
مجتبی فتح اللهی - آقای خرچنگ
ابراهیم شفیعی - پاتریک و ماهی متقاضی کار